# Конышева, Наталья Михайловна
Конышева Наталья Михайловна (род. 14 мая 1947, Владимирская область) — доктор педагогических наук, профессор, заведующая кафедрой теории и методики дошкольного и начального образования Московского городского педагогического университета (1995-2013), автор учебников, статей, методических пособий и учебных программ. Почетный работник высшего профессионального образования РФ.

## Биография
Родилась 14 мая 1947 г. в с. Воютино Владимирской области.
В 1970 г. окончила Московский государственный педагогический институт им. В. И. Ленина по специальности «Педагогика и методика начального обучения» и факультет общественных профессий того же вуза по специальности «Рисунок, живопись, теория и история искусства».
По окончании института работала зав. отделом художественного воспитания и руководителем изостудии во Дворце пионеров и школьников Ждановского (ныне Таганского) р-на г. Москвы.
С 1974 года — ассистент кафедры педагогики и методики начального обучения Московского государственного заочного педагогического института (ныне МГГУ им. М.А. Шолохова).
1976—1979 гг. — обучение в аспирантуре МГПИ им. В. И. Ленина.
В 1980 г. защищена кандидатская диссертация «Формирование профессиональной готовности учителя к эстетическому воспитанию младших школьников».
1983—1985 гг. — старший научный сотрудник НИИ школ Министерства
просвещения РСФСР.
1885—1995 гг. — старший преподаватель, доцент МГПИ им. В. И. Ленина.
1995-2013 гг. зав. кафедрой теории и методики дошкольного и начального образования Московского городского педагогического университета.
2013-2015 гг. (после реструктуризации ИППО в составе университета) - профессор обще институтской кафедры теории и истории педагогики МГПУ. 
В 2000 г. защищена докторская диссертация «Теоретические основы дидактической системы дизайнерского образования младших школьников».
Ученое звание профессора присвоено в 2002 г.
Лауреат Премии Правительства Российской Федерации в области образования (Постановление Правительства Российской Федерации № 470 от 30 июля 2005 г.).

## Деятельность
Основные направления научной деятельности: содержание и методика преподавания курса «Технология» (начальная и основная школа); эстетическое воспитание и художественно-творческое развитие детей; преемственность образования и развития детей в дошкольном и начальном звеньях образовательной системы; организация проектной деятельности детей.
Имеет свыше 130 публикаций общим объёмом свыше 500 п. л., из них более 70 учебно-методических и свыше 50 научных работ, используемых в педагогической практике.
Руководство магистерской программой «Предшкольное образование».
Автор программ и федеральных учебников для начальной и основной школы по технологии (с грифом Минобрнауки РФ), учебных пособий для педагогических вузов и колледжей (с грифом УМО), а также научный руководитель и автор программы «Ступеньки детства» и учебно-методических пособий для предшкольного образования. Авторские программы и учебники  используются в практике начальной школы России с 1995 года.
Разработанная Н. М. Конышевой концепция модернизации учебного предмета «Технология» — результат многолетних исследований и большого практического опыта. В ней впервые в отечественной системе образования предложена принципиально новая концептуальная модель данного учебного предмета (защищенная в рамках докторской диссертации автором и в ряде кандидатских диссертаций учениками автора). Основная идея концепции заключается в том, что содержание курса не сводится к ремесленно-технологическому обучению, а имеет культурологический смысл (реализуемый на базе предметно-практической развивающей деятельности) и нацелено на углубление базовой общеобразовательной подготовки школьников.
Все задания, предлагаемые в авторских учебниках, имеют комплексный характер, связаны в систему учебно-поисковых задач, требующих использования полученных знаний и умений в реальной практике. Особая забота Н. М. Конышевой как автора УМК – обеспечение методической помощи учителю в понимании, принятии и реализации новой (общеобразовательной) концепции курса и создание условий для его профессионального роста.
Авторская концепция модернизации учебного предмета «Технология» находит отражение и в содержании нового ФГОС.
Член диссертационных советов в Московском городском педагогическом университете (Д 850.007.04 и Д 850.007.06) - до 2015 г.
Член редколлегии и редакционных советов журналов «Начальная школа», «Вестник высшей школы» (до 2015г.).

Под научным руководством Н. М. Конышевой подготовлено 7 кандидатов педагогических наук.

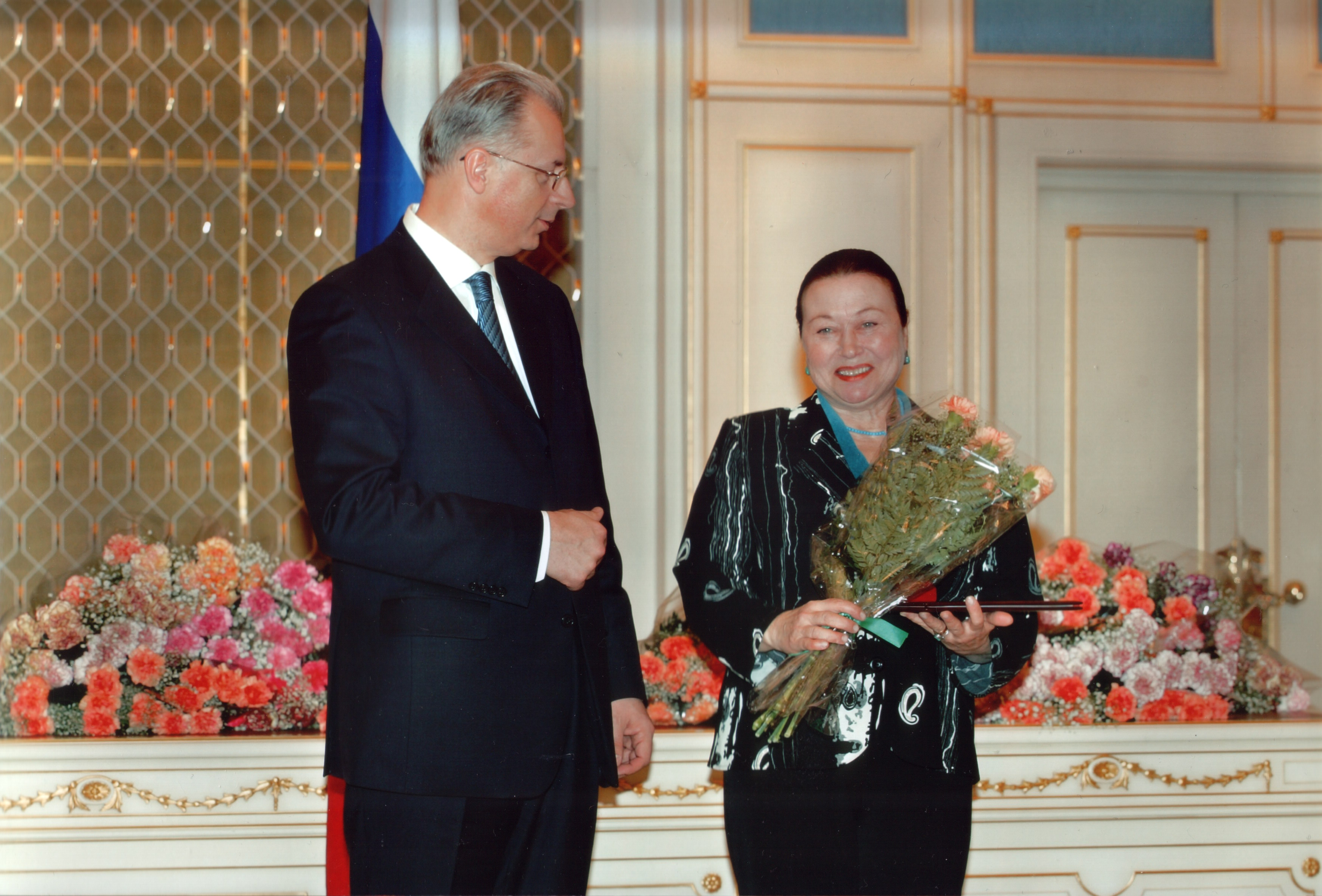
Вручение Премии Правительства РФ в области образования